# Hispanogryllus
Hispanogryllus is een geslacht van rechtvleugeligen uit de familie krekels (Gryllidae). De wetenschappelijke naam van dit geslacht is voor het eerst geldig gepubliceerd in 2009 door Otte & Perez-Gelabert.

## Soorten
Het geslacht Hispanogryllus omvat de volgende soorten:
- Hispanogryllus adectos Otte & Perez-Gelabert, 2009
- Hispanogryllus yunque Otte & Perez-Gelabert, 2009